# Turiúba (ort)
Turiúba är en ort i Brasilien.   Den ligger i kommunen Turiúba och delstaten São Paulo, i den södra delen av landet, 600 km söder om huvudstaden Brasília. Turiúba ligger 456 meter över havet och antalet invånare är 1 927.
Terrängen runt Turiúba är huvudsakligen platt. Turiúba ligger uppe på en höjd. Närmaste större samhälle är Buritama, 15,3 km söder om Turiúba.
Trakten runt Turiúba består i huvudsak av gräsmarker. Runt Turiúba är det glesbefolkat, med 14 invånare per kvadratkilometer.